# Discografia di Julia Michaels
La discografia di Julia Michaels, cantante statunitense, comprende cinque EP e oltre venti singoli, tra cui 11 collaborazioni.

## Extended play
| Anno                                                                                          | Titolo | Posizione massima | Posizione massima | Posizione massima | Posizione massima | Posizione massima |
| Anno                                                                                          | Titolo | USA               | AUS               | CAN               | NLD               | SWE               |
| --------------------------------------------------------------------------------------------- | --- | ----------------- | ----------------- | ----------------- | ----------------- | ----------------- |
| 2010                                                                                          | Julia Michaels - Pubblicato: 20 luglio 2010 - Etichetta: SA Trackworks - Formati: download digitale                        | —                 | —                 | —                 | —                 | —                 |
| 2012                                                                                          | Futuristic - Pubblicato: 18 aprile 2012 - Etichetta: SA Trackworks - Formati: download digitale                            | —                 | —                 | —                 | —                 | —                 |
| 2017                                                                                          | Nervous System - Pubblicato: 28 luglio 2017 - Etichetta: Republic Records - Formati: download digitale                     | 48                | 97                | 41                | —                 | 24                |
| 2019                                                                                          | Inner Monologue, Pt. 1 - Pubblicato: 24 gennaio 2019 - Etichetta: Republic Records - Formati: download digitale, streaming | 99                | 43                | 45                | —                 | 39                |
| 2019                                                                                          | Inner Monologue, Pt. 2 - Pubblicato: 28 giugno 2019 - Etichetta: Republic Records - Formati: download digitale, streaming  | —                 | 91                | —                 | 55                | —                 |
| "—" indica che l'opera non si è classificata o che non è stata pubblicata in quel territorio. | |                   |                   |                   |                   |                   |

## Singoli

### Come artista principale
| Anno                                                                                          | Titolo                          | Posizione massima | Posizione massima | Posizione massima | Posizione massima | Posizione massima | Posizione massima | Posizione massima | Posizione massima | Album                                                  |
| Anno                                                                                          | Titolo                          | USA               | AUS               | CAN               | IRE               | NLD               | NZL               | SWE               | UK                | Album                                                  |
| --------------------------------------------------------------------------------------------- | ------------------------------- | ----------------- | ----------------- | ----------------- | ----------------- | ----------------- | ----------------- | ----------------- | ----------------- | ------------------------------------------------------ |
| 2017                                                                                          | Issues                          | 11                | 5                 | 17                | 11                | 20                | 11                | 11                | 10                | Nervous System                                         |
| 2017                                                                                          | Uh Huh                          | —                 | 88                | —                 | —                 | —                 | —                 | —                 | —                 | Nervous System                                         |
| 2017                                                                                          | Worst in Me                     | —                 | —                 | —                 | —                 | —                 | —                 | —                 | —                 | Nervous System                                         |
| 2018                                                                                          | Hurt Somebody (con Noah Kahan)  | —                 | 14                | —                 | —                 | 33                | 29                | 88                | —                 | Hurt Sumebody e Busyhead                               |
| 2018                                                                                          | Heaven                          | 108               | —                 | 65                | 48                | 58                | —                 | 23                | 77                | Fifty Shades Freed: Original Motion Picture Soundtrack |
| 2018                                                                                          | Jump (feat. Trippie Redd)       | —                 | —                 | —                 | —                 | —                 | —                 | —                 | —                 | /                                                      |
| 2019                                                                                          | Anxiety (feat. Selena Gomez)    | —                 | 67                | 69                | 79                | —                 | —                 | —                 | —                 | Inner Monologue, Pt. 1                                 |
| 2019                                                                                          | What a Time (feat. Niall Horan) | —                 | —                 | 95                | 26                | —                 | —                 | —                 | —                 | Inner Monologue, Pt. 1                                 |
| 2019                                                                                          | Okay (con i LANY)               | —                 | —                 | —                 | —                 | —                 | —                 | —                 | —                 | /                                                      |
| 2019                                                                                          | If You Nedd Me                  | —                 | —                 | —                 | —                 | —                 | —                 | —                 | —                 | /                                                      |
| 2024                                                                                          | Want This Beer (con Josh Ross)  | —                 | —                 | —                 | —                 | —                 | —                 | —                 | —                 | /                                                      |
| "—" indica che l'opera non si è classificata o che non è stata pubblicata in quel territorio. |                                 |                   |                   |                   |                   |                   |                   |                   |                   |                                                        |

### Come artista ospite
| Anno                                                                                          | Titolo                                                          | Posizione massima | Posizione massima | Posizione massima | Posizione massima | Posizione massima | Posizione massima | Posizione massima | Posizione massima | Album                                              |
| Anno                                                                                          | Titolo                                                          | USA               | AUS               | CAN               | IRE               | NLD               | NZL               | SWE               | UK                | Album                                              |
| --------------------------------------------------------------------------------------------- | --------------------------------------------------------------- | ----------------- | ----------------- | ----------------- | ----------------- | ----------------- | ----------------- | ----------------- | ----------------- | -------------------------------------------------- |
| 2016                                                                                          | Carry Me (Kygo feat. Julia Michaels)                            | —                 | 77                | —                 | —                 | 81                | —                 | —                 | 133               | Cloud Nine                                         |
| 2017                                                                                          | Friends (Remix) (Justin Bieber e BloodPop feat. Julia Michaels) | —                 | —                 | —                 | —                 | —                 | —                 | —                 | —                 | /                                                  |
| 2017                                                                                          | I Miss You (Clean Bandit feat. Julia Michaels)                  | 92                | 20                | 50                | 3                 | 10                | 17                | 34                | 4                 | What Is Love?                                      |
| 2018                                                                                          | Coming Home (Keith Urban feat. Julia Michaels)                  | 50                | 84                | 84                | —                 | —                 | —                 | —                 | —                 | Graffiti U                                         |
| 2018                                                                                          | Light Me Up (RL Grime feat. Miguel e Julia Michaels)            | —                 | —                 | —                 | —                 | —                 | —                 | —                 | —                 | Nova                                               |
| 2018                                                                                          | There's No Way (Lauv feat. Julia Michaels)                      | —                 | 37                | —                 | 55                | —                 | —                 | 94                | —                 | /                                                  |
| 2018                                                                                          | Lie to Me (5 Seconds of Summer feat. Julia Michaels)            | —                 | 38                | —                 | 42                | —                 | —                 | —                 | 99                | Youngblood                                         |
| 2019                                                                                          | Peer Pressure (James Bay feat. Julia Michaels)                  | —                 | 68                | —                 | 62                | —                 | —                 | —                 | 85                | Oh My Messy Mind                                   |
| 2019                                                                                          | If the World Was Ending (JP Saxe feat. Julia Michaels)          | 27                | 29                | 13                | 17                | 25                | 20                | 32                | 14                | Hold It Together                                   |
| 2019                                                                                          | Cool Anymore (Jordan Davis feat. Julia Michaels)                | —                 | —                 | —                 | —                 | —                 | —                 | —                 | —                 | /                                                  |
| 2020                                                                                          | Heartless (Diplo feat. Julia Michaels e Morgan Wallen)          | —                 | —                 | —                 | —                 | —                 | —                 | —                 | —                 | Diplo Presents Thomas Wesley, Chapter 1: Snake Oil |
| "—" indica che l'opera non si è classificata o che non è stata pubblicata in quel territorio. |                                                                 |                   |                   |                   |                   |                   |                   |                   |                   |                                                    |